# 하쓰카이치시야쿠쇼마에역
하쓰카이치시야쿠쇼마에역 또는 하쓰카이치 시청 앞 역(일본어: 廿日市市役所前駅)은 일본 히로시마현 하쓰카이치시에 위치한 히로시마 전철 미야지마 선의 철도역이다. 역 번호는 M 33이며, 상대식 승강장 2면 2선의 구조를 갖춘 지상역이다. 구 역명인 헤라(일본어: 平良)라는 부역명이 붙여져 있었다.

## 이용 현황
| 연도 | 1일 평균 승하차 인원 |
| ---- | -------------------- |
| 1994 | 1,391                |
| 1995 | 1,482                |
| 1996 | 1,675                |
| 1997 | 1,569                |
| 1998 | 1,520                |
| 1999 | 1,605                |
| 2000 | 1,716                |
| 2001 | 1,372                |
| 2002 | 1,429                |
| 2003 | 1,436                |
| 2004 | 1,493                |
| 2005 | 1,525                |
| 2006 | 1,789                |
| 2007 | 1,895                |
| 2008 | 2,172                |
| 2009 | 2,365                |
| 2010 | 2,448                |
| 2011 | 2,515                |
| 2012 | 2,539                |
| 2013 | 2,571                |
| 2014 | 2,650                |
| 2015 | 3,397                |
| 2016 | 3,477                |

## 역 주변
- 국도 제2호선
- 하쓰카이치 시청
- 하쓰카이치 문화 홀
- 하쓰카이치 시 종합 보건 복지 센터
- 하쓰카이치 지방 합동 청사
  - 히로시마 법무국 하쓰카이치 지국
  - 하쓰카이치 세무서
- 하쓰카이치 시 스포츠 센터

## 역사
- 1984년 11월 1일 : 헤라역으로서 개업.
- 1997년 12월 : 도시 계획 도로 헤라 역 통선 및 역 앞 광장 정비 사업을 계획.
- 2000년도 : 도시 계획 도로 공사 착수.
- 2004년도 : 역 앞 광장 정비에 병행해서, 역 및 주변 시설의 개 · 보수 실시.
- 2006년
  - 1월 28일 : 역 이설 공사 완료. 이 날부터 신 역사에 정차.
  - 6월 1일 : 도시 계획 도로가 전 노선 사용 개시. 역 이름을 하쓰카이치시야쿠쇼마에 (헤라) 역으로 개칭.
  - 6월 2일 : 역 앞 광장 완성. 히로덴 버스 투입 개시.

## 인접 역
| 히로시마 전철 미야지마 선                     | 히로시마 전철 미야지마 선 | 히로시마 전철 미야지마 선             |
| --------------------------------------------- | ------------------------- | ------------------------------------- |
| M 32 히로덴하쓰카이치 히로덴니시히로시마 방면 | ■ 미야지마 선             | 미야우치 M 34 히로덴미야지마구치 방면 |